# Chiesa di San Bartolomeo della Certosa
La chiesa di San Bartolomeo della Certosa è un luogo di culto cattolico di Genova, situato nel rione Certosa del quartiere di Rivarolo, in val Polcevera.
Il complesso monastico - conosciuto anche con l'appellativo di Certosa di Rivarolo - è costituito da più ambienti: chiesa, battistero, cappella delle donne, chiostro piccolo, chiostro grande.
La chiesa, affiancata dalla superstite cappella intitolata a San Bartolomeo a destra, si trova con la facciata attaccata all'antistante secondo chiostro ed il coro contiguo al retrostante secondo chiostro. Il battistero è contiguo alla chiesa, sul lato sinistro. confinante e con la facciata e con il secondo chiostro.

## Storia

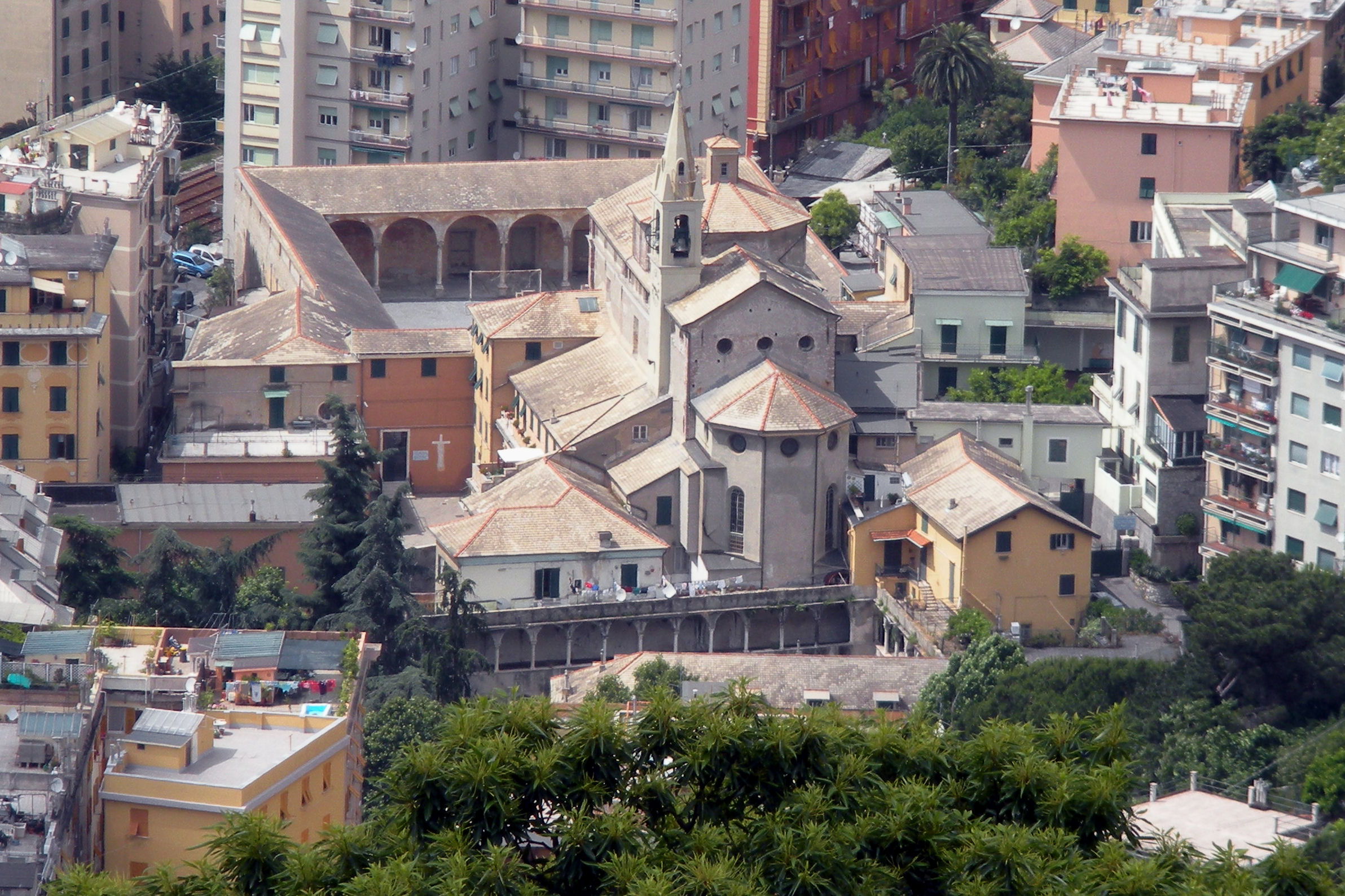
Il complesso di San Bartolomeo della Certosa

La certosa sorse nel 1297 su terreni donati da Bartolomeo Di Negro (da cui la dedicazione al santo Bartolomeo), in un luogo nel quale probabilmente sorgeva una piccola costruzione religiosa.
Il primo chiostro si trova sul retro dell'abside. È il più antico e anche fu adibito a cimitero. È attrezzato a giardino pubblico, mentre le sue gallerie sono in degrado per l'attuale uso abitativo. La sua struttura si articola su una pianta quadrata, con arcate su pilastri, di aspetto piuttosto dimesso; sopra questo primo ordine si trova quella che fu la galleria del primo piano, con colonne, che venne costruita in un secondo tempo. La presenza di questo secondo loggiato risale al momento in cui nella Certosa si insedia un gruppo piccolo di monaci, circa una decina, che vi risiedono stabilmente.
La certosa fu aggregata alla Lombardia fin dalla sua nascita, quando dipendeva dalla certosa di Santa Maria del Casotto, presso Cuneo. I rapporti con la Lombardia si sarebbero protratti a lungo nel corso dei secoli.
Stando allo storico Giacomo Giscardi il complesso monastico venne completamente ricostruito nel 1530; ma nel caso è più probabile che, piuttosto che una ricostruzione totale, si sia trattato di un rimaneggiamento, col riutilizzo delle strutture gotiche della navata che sono infatti anteriori del XV secolo.

### Il Quattrocento
La ricostruzione o ristrutturazione ebbe luogo dopo che la Certosa acquistò importanza e ricchezze nel XV secolo, periodo in cui viene superato dalla Chiesa il travaglio del Grande Scisma, e in occasione del quale a Genova si avvia una ristrutturazione di vari complessi conventuali, patrocinata dal pontefice Eugenio IV, che contava su questi nuclei come capisaldi della sua riforma. A Genova erano così stati potenziati i conventi di Santa Maria di Castello e riformati quelli della Cervara, della Santissima Annunziata di Sturla, della Madonna del Monte e altri. Tale epoca storica pare la più adatta per una ricostruzione quasi completa.
L'importanza allora acquisita dal convento appare evidente dai potenti patrocinatori che ebbe: i Doria, gli Spinola, i Di Negro.
Lazzaro Doria innalzò la sua cappella nel 1472: per questa venne commissionata una tavola a Vincenzo Foppa, poi perduta. Era il momento in cui Foppa tornava per la seconda volta in Liguria, dal 1485, quando aveva una fama ormai sicura. In quell'occasione oltre alla commissione di Lazzaro Doria per la cappella di famiglia alla Certosa di Rivarolo, aveva altri incarichi: Manfredo Fornari gli richiedeva opere per la certosa di Santa Maria di Loreto fuori Savona, Marco Grimaldi per la cappella della Compagnia di San Sebastiano nella cattedrale di San Lorenzo e, infine, maggiore di tutti, il cardinale Giuliano Della Rovere, nipote di papa Sisto IV (e futuro papa con il nome di Giulio II), impegnato in una massiccia promozione di immagine nella natia Savona, gli affidava lo smisurato polittico che, restaurato nelle parti superstiti, è ora nella cattedrale di Nostra Signora Assunta di Savona.
Alla cappella Doria si aggiunse quella di Giorgio Spinola nel 1480; entrambe le cappelle vennero demolite nel XIX secolo. Tra le cappelle sopravvisse soltanto quella di San Bartolomeo, che venne trasformata nel 1473 da Bernardino di Negro.
Nel XV secolo la Certosa diventa un importante polo culturale, ed a dimostrarlo resta la presenza, importante per la storia della scultura genovese, dei due altari Doria e Spinola. Questi altari avevano portali forse eseguiti da Giovanni da Campione. Essi, una volta demolite le cappelle, si trovano uno al Victoria & Albert Museum di Londra, mentre l'altro è ancora visibile in loco (previo appuntamento). La loro tipologia di portale li evidenzia come rappresentativi, stando al processo evolutivo delineato da Hanno-Walter Kruft, del passaggio nell'arte genovese tra il Gotico e il Rinascimento. La loro struttura è sovrastata da lunette scolpite a bassorilievo.

### Il Cinquecento
Le strutture della chiesa attuale per lo più risalgono al XVI secolo. Nella seconda metà del XVI secolo nei nuovi interventi ad elementi lombardi si affiancano elementi toscani.
Ai primi del XVI secolo viene costruita la seconda galleria del primo chiostro, a spese dei Di Negro, Doria, Spinola, superiormente alla struttura gotica: con un loggiato classicheggiante che poggia su 16 colonne marmoree con cornici in pietra di Promontorio.
Il secondo chiostro ha forme di derivazione toscana. Data ante quem per esso è il 1570-1577, data questa della decorazione a risseu. Ma forse è ante quem anche il 1563, la data della consacrazione della chiesa, rispetto alla quale il secondo chiostro risulta compiuto anteriormente. Una collocazione cronologica accettabile risulta pertanto essere il 1530, in base alle analogie che si riscontrano alle analoghe strutture di Coronata e del Boschetto, risalenti a quella data. Il collegamento cronologico con il Boschetto lo fa considerare una realizzazione aggiornata ai tempi, ma se lo si sposta verso il 1562 diventa un esempio attardato in un'epoca di prevalente manierismo cambiasesco.
Del 1562 è la cupola a tiburio ottagonale, tipologia insolita nel Genovesato ma che seguiva forse l'influsso dei prosecutori del Bramante, partendo dall'opera di Galeazzo Alessi che tale filone aveva importato in Genova, tenendo forse a modello il tiburio di Santa Maria Incoronata di Lodi progettata da Giovanni Battagio sessanta anni prima.
Venuto a mancare il patrocinio dei Doria e degli Spinola il convento decade; restano i soli Di Negro come patrocinatori.

### Il Seicento e il Settecento
Ai primi del XVII secolo Giovanni Carlone esegue in San Bartolomeo della Certosa varie opere. Il pittore nel 1615 circa risulta infatti affrescare nella chiesa e nella cappella di San Bartolomeo. Di Giovanni Carlone sono nella cupola il Dio Padre al centro, fra gli angeli che recano gli strumenti della Passione, isolati singolarmente negli spicchi del tiburio; questi affreschi vennero ritoccati dal restauro ottocentesco.
Il complesso religioso viene soppresso nel 1798 dalla Repubblica Ligure. Nel 1801 viene riaperto come parrocchia e da allora la chiesa è officiata dal clero secolare. A metà del XIX secolo vi viene condotto un restauro da Maurizio Dufour che realizza il prolungamento dell'abside e degli affreschi ottocenteschi. Non deformate dai ritocchi ottocenteschi sempre del Carlone sono le Scene della vita di san Bartolomeo nella cappella, benché oscurati dai secolari fumi dei ceri, trovandosi sul luogo dove si teneva il sepolcro pasquale. Sua è anche la tela al fondo dell'altare maggiore, con San Bartolomeo e i monaci certosini.
Vi interviene anche il padre di Giovanni, lo scultore Taddeo Carlone: nella controfacciata della chiesa sono due sue acquasantiere, risalenti alla seconda metà del XVI secolo.
Pertanto la realizzazione del complesso si sviluppa in tre fasi: una prima, gotica, una seconda, cinquecentesca, e una terza e ultima ottocentesca, quest'ultima legata alle teorie del restauro e del recupero del Medioevo.

### L'Ottocento
Nel XIX secolo si realizzano le ultime decorazioni ad affresco nelle volte, opera di Francesco Semino e Giovanni Thermignon, mediocri pittori accademici, legati al clima più conservatore della Ligustica, i quali ritoccano la cupola circondando con loro aggiunte gli affreschi del Carlone.

## Altre opere

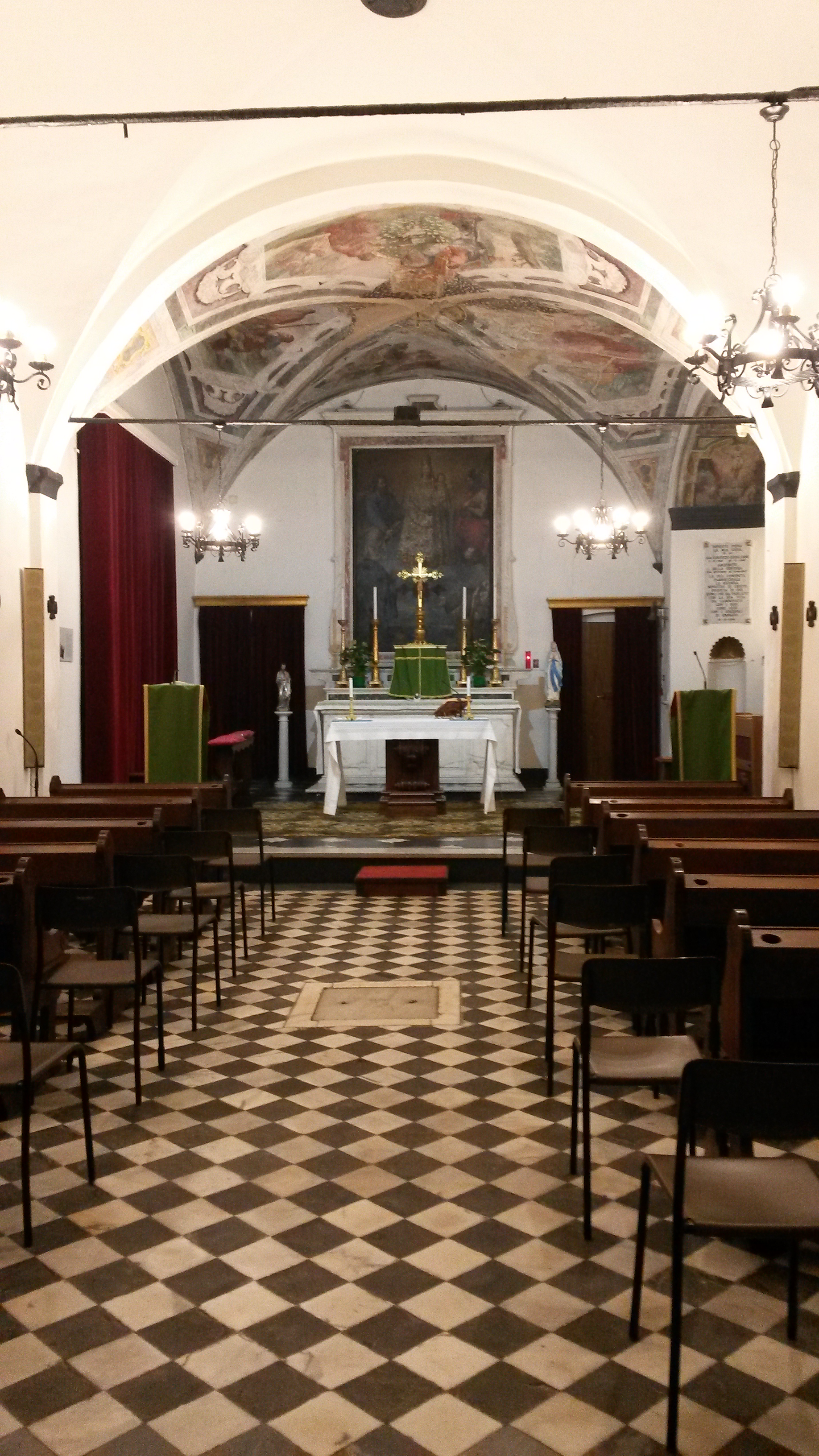
oratorio

Nel battistero è un rilievo marmoreo di scuola lombarda del secolo XV, che raffigura Cristo e due santi. Nella parete sinistra sono i monaci certosini in preghiera davanti alla Madonna, opera di Giovanni Raffaele Badaracco (1648-1726). L'altare maggiore è del XVIII secolo. Alle pareti dell'altare maggiore sono le arche sepolcrali di Orazio e Ambrogio Di Negro (1621). Ambrogio Di Negro fu, oltre che mecenate della Certosa, anche doge di Genova dal 1585 all'87, poeta, uomo di lettere, e tra i fondatori dell'Accademia degli Addormentati.
Nella Sacristia sono i marmi tombali di Benedetto Di Negro, del 1473, che è simile a quello di Paolo Doria al Boschetto. Vi sono poi tre tele seicentesche che riportano rispettivamente una Deposizione e la Madonna col Bambino e Santi, attribuite entrambe a Bernardo Castello, e l'Incoronazione di spine, attribuita a Michelangelo Merisi detto il Caravaggio: posizionata nella Cappella di San Bartolomeo, la tela è di notevole interesse in quanto venne realizzata tra il 1605 e il 1610, periodo in cui Michelangelo Merisi di Caravaggio si trovava a Genova. L'opera venne scoperta da Piero Donati, direttore della soprintendenza per il patrimonio storico artistico della Liguria. Quest'opera è ritenuta una copia dell'Incoronazione di spine della Cassa di Risparmio di Prato dipinta da Caravaggio per Massimo Massimi, di cui esiste una seconda versione conservata al Kunsthistorisches Museum di Vienna. Dal confronto dei due quadri e dalla testimonianza di un documento, la tela sembra possa essere attribuita a Caravaggio.
La cappella di San Bartolomeo affianca la chiesa a destra; era detta cappella delle donne perché era prima esterna alla clausura; essa è di struttura gotica, bassa e massiccia, con affreschi di Giovanni Carlone che rappresentano Episodi della vita di san Bartolomeo, e un suo olio su tela con la Madonna di Loreto e santi. Opere provenienti da altri edifici chiesastici sono venuti dalla distrutta chiesa del Santissimo Crocifisso del Belvedere: un altare del XV secolo con statue, però settecentesche, del Crocifisso tra san Giovanni e la Madonna.
La chiesa ha infine a destra un altare proveniente dalla chiesa del Crocifisso del Belvedere, analogo all'altro, con statue di Nostra Signora della Cintura del secolo XVIII; inoltre vi è una seconda tela di Badaracco con San Brunone visitato dal gran conte Ruggero d'Altavilla a Squillace.